# Yamada-dera
Le Yamada-dera (山田寺) est un temple bouddhiste établi à la période Asuka à Sakurai, préfecture de Nara au Japon. La zone est désignée bien culturel important au titre de « site historique spécial » et fait partie d'un regroupement de sites soumis en 2007 pour l'inscription future sur la liste du patrimoine mondial de l'UNESCO : sites archéologiques des anciennes capitales du Japon et biens associés (en),,. Des fouilles dans les années 1980 ont révélé une section bien préservée des kairō (couloirs couverts) antérieurs aux bâtiments survivants du Hōryū-ji : « Pour l'histoire de l'architecture japonaise, cette découverte est aussi importante que celle des peintures du kofun de Takamatsuzuka du VIIe siècle en mars 1972 l'est pour l'histoire de l'art japonais. »

## Histoire
Le Yamada-dera est établi en 641 par Soga no Kurayamada no Ishikawa no Maro. Après drainage du site, les travaux ont commencé sur le ko-ndō et les couloirs environnants. Le Nihon shoki rapporte le suicide en 649 de Soga, fondateur du kon-dō, après que de fausses accusations de trahison ont été portées contre lui. Le Jōgū Shōtoku Hōō Teisetsu, une biographie de Shōtoku Taishi, documente la reprise de la construction sur le site à partir de 663 avec l'érection d'une pagode après que le prince Naka-no-Ōe, qui a épousé l'une des filles du fondateur, est monté sur le trône sous le nom d'empereur Tenchi. Ce bâtiment est achevé en 676. Les uragaki ou notes à Jōgū Shōtoku Hōō Teisetsu mentionnent la cérémonie d'ouverture des yeux d'un bouddha de 5 m de haut dans le bâtiment de lecture du temple en 685. Le Nihon shoki consigne une visite de l'empereur Temmu quelques mois plus tard au Jōdo-ji, identifié par Aston comme l'Asuka-dera mais identifié à présent au Yamada-dera. Au cours de la décennie qui suit, l'empereur Mommu concède des terres pour soutenir le temple. Fujiwara no Michinaga qui s'y rend en 1023 est impressionné par sa magnificence selon le Fusō ryakuki (扶桑略記). À la fin du siècle suivant, le kon-dō et la pagode ont brûlé et, selon le Tōnomine ryakki (多武峰略記), le temple est devenu une branche du Tōnomine-dera (actuel Tanzan-jinja),.

## Architecture
Les fouilles du site par l'Institut de recherche de Nara pour les biens culturels (en) en 1976 ont révélé le plan du complexe. Les principaux bâtiments du temple sont arrangés le long d'un axe central nord-sud, avec la porte ouvrant sur les couloirs couverts et menant au tō (pagode) qui se tient devant le kondō. Jusque-là le plan est le même qu'au Shitennō-ji mais contrairement à ce temple, le kōdō ou bâtiment de lecture se trouve à l'extérieur de l'enceinte intérieure, derrière l'arcade arrière.
Les piliers de la porte à 3 × 3 baies sont coulés directement dans le sol plutôt que d'être pris en charge sur les pierres de base. De semblables piliers coulés se trouvent au Ise-jingū. Le pilier central de la pagode à 3 × 3 baies repose sur un socle en pierre d'un mètre au-dessous du podium sur lequel il se tient, comme dans les exemples ultérieurs du Hōryū-ji et du Hōrin-ji. Les pierres de base du kon-dō, de manière unique sculptées de pétales de lotus, révèlent un noyau central de 3 × 2 baies ou moya et des baies latérales exceptionnellement étroites. Les pierres de base du bâtiment de lectures de 8 × 4 baies comportent des trous percés pour portes battantes. L'enceinte elle-même se prolonge de 22 baies d'est en ouest, de quelque 84 m entre les parois extérieures.
Dans la phase de 1982, à une profondeur de 2,2 m, un grand nombre de tuiles ont été découvertes sur le site du couloir est, y compris les tuiles circulaires d'avant-toit du « type Yamada-dera », moulées en profondeur, avec huit pétales doubles de lotus et une bague de six graines autour du centre,,. En dessous a été découverte une section de 1,7 baie de la paroi extérieure en bois, dont les pierres de base avec des motifs de lotus, des colonnes avec entasis marquée, les bases et têtes de poutres de liaison pénétrante, des entraits intermédiaires non pénétrants, des fenêtres en treillis, des parties de lattes destinées à être plâtrées ainsi que des consoles. D'autres éléments sont découverts l'année suivante dont des jambes de force, des poutres, des chevrons et des pannes,. Des traces de peinture rouge sur le bois et des fragments de plâtre ont également été mis au jour. D'autres découvertes en 1984 comprennent des fenêtres mieux préservées, des plaques de sol et des blocs de pivot pour portes.
Les piliers sont en bois de camphrier hormis l'un qui est en cyprès, peut-être une réparation historique ; les autres éléments sont en grande partie des cyprès, encore qu'un entrait en zelkova semble encore être la preuve d'une réparation historique. Certaines des lattes de paroi sont en pin,.

## Statuaire

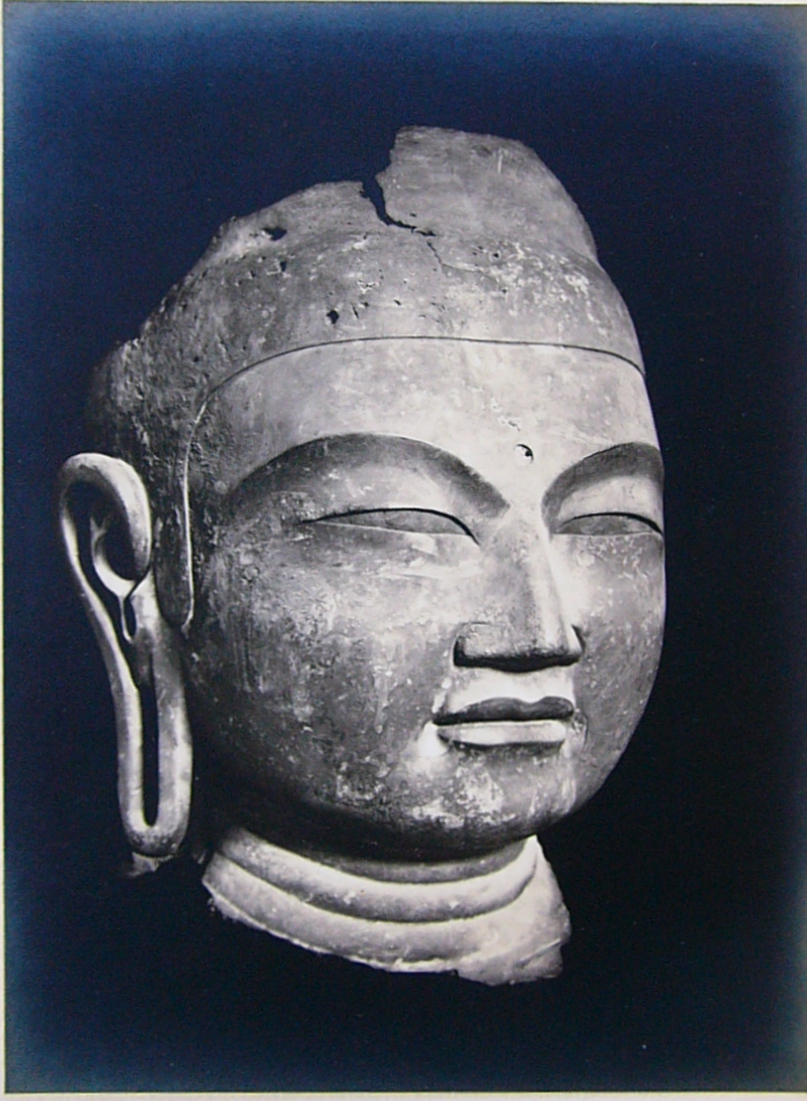
Tête de Bouddha en bronze du Yamada-dera (TN); 98.3 cm ; consacré en 685 ; à présent au Kōfuku-ji.

Une tête de bronze de bouddha, provisoirement identifiée comme celle de  Yakushi, est le seul élément survivant de la triade principale de l'ancien kōdō, ou bâtiment de lecture. Le groupe de statue est coulé entre 678 et 685. Des moines du Kōfuku-ji se l'approprient dans les années 1180 avant qu'il soit déplacé à Nara et réinstallé dans le kondō est du Kōfuku-ji. Seul le chef survit à la destruction dans l'incendie provoqué par la foudre en 1411. Déposé par la suite déposé sous la plate-forme de l'autel, il est redécouvert en 1937 et maintenant désigné trésor national, exposé au musée des trésors nationaux du Kōfuku-ji,,. L’œuvre marque un tournant dans la périodisation de la sculpture bouddhique japonaise. C'est un « document de la transition stylistique, incarnant la naïveté de la foi de l'impératrice Suiko, œuvre déjà riche pourtant de la maturité de l'ère Tenpyō ».

## Conservation
Pour éviter le rétrécissement anistropique et l'effondrement cellulaire au cours du séchage de bois récupéré gorgé d'eau, les éléments architecturaux ont été traités avec du polyéthylène glycol (PEG), une fibre synthétique polymère utilisée progressivement pour diminuer la teneur en eau avant le durcissement permanent,. Cette méthode de traitement a été introduite dans les années 1960 et au début des années 1970 au Danemark pour conserver les navires Skuldelev et en Suède pour le Vasa. Au Japon, elle a été utilisée pour la première fois sur les tablettes de bois du Gangō-ji puis en 1972 sur des parties du site du barrage Kodera à Matsuyama. Bien que ce traitement est irréversible et conduit à l'assombrissement visuel, la consolidation par PEG rend également le bois non comestible, ce qui contribue donc à éviter la bio-dégradation. Étant donné que l'architecture bouddhiste japonaise utilise des joints de menuiserie plutôt que des broches métalliques, l'incompatibilité du PEG avec des composants métalliques associés n'était pas un sujet de préoccupation. Le PEG est le choix de consolidant le plus commun pour de telles applications et a depuis été utilisé sur la cogue de Brème et la Mary Rose,. Comme le PEG a une affinité avec l'eau, il est nécessaire de maintenir des objets traités de cette façon dans un environnement à faible humidité stable. Désigné bien culturel important, les artefacts exhumés sont maintenant entreposés et exposés au musée d'histoire d'Asuka,.